# Anopheles ziemanni
Anopheles ziemanni este o specie de țânțari din genul Anopheles, descrisă de Karl Grünberg în anul 1902. Conform Catalogue of Life specia Anopheles ziemanni nu are subspecii cunoscute.